# Węzeł potrójny
     Grzbiet
     Rów
     Uskok

Granice płyt tektonicznych
Grzbiet
Rów
Uskok
Żółte punkty oznaczają węzły potrójne

Węzeł potrójny (punkt potrójny, złącze potrójne, trójzłącze) – strefa w skorupie ziemskiej, będąca punktem styku trzech płyt tektonicznych. Częsty przypadek to zbieg trzech stref spreadingu. Ma wtedy kształt litery "Y". Często powstanie nowego węzła potrójnego wiąże się z powstaniem nowych granic płyt. W wielu przypadkach dwa ramiona węzła potrójnego stają się dominujące, a trzecie zamiera tektonicznie, tworząc aulakogen.

## Ważniejsze węzły potrójne
- Węzeł potrójny Afar
- Węzeł potrójny Azorów
- Węzeł potrójny Bouveta
- Węzeł potrójny Chile
- Węzeł potrójny Galapagos
- Węzeł potrójny Karliova
- Węzeł potrójny Królowej Charlotty
- Węzeł potrójny Macquarie
- Węzeł potrójny Mara
- Węzeł potrójny Mendocino
- Węzeł potrójny Morza Banda
- Węzeł potrójny Rivera
- Węzeł potrójny Rodrigues
- Węzeł potrójny Tongareva

## Literatura
- Cliff Ollier – "Tektonika a formy krajobrazu", Warszawa 1987, ISBN 83-220-0254-8